# Trichogoniopsis
Trichogoniopsis är ett släkte av korgblommiga växter. Trichogoniopsis ingår i familjen korgblommiga växter.
Kladogram enligt Catalogue of Life:
| Trichogoniopsis | \| \| Trichogoniopsis adenantha \| \| \| \| \| \| Trichogoniopsis grazielae \| \| \| \| \| \| Trichogoniopsis morii \| \| \| \| \| \| Trichogoniopsis podocarpa \| \| \| \| |
|                 | \| \| Trichogoniopsis adenantha \| \| \| \| \| \| Trichogoniopsis grazielae \| \| \| \| \| \| Trichogoniopsis morii \| \| \| \| \| \| Trichogoniopsis podocarpa \| \| \| \| |
|                 | Trichogoniopsis adenantha |
|                 | |
|                 | Trichogoniopsis grazielae |
|                 | |
|                 | Trichogoniopsis morii |
|                 | |
|                 | Trichogoniopsis podocarpa |
|                 | |